# 高凉郡 (东汉)
高凉郡，中国古代的郡。
东汉建安二十五年（220年），孙权分合浦郡置，治所在恩平县（今广东省恩平市北）。辖境相当今广东省电白、阳江、恩平、阳春、茂名等地。西晋时，移治安宁县（今广东省阳江市西）。隋朝开皇九年（589年）废。大业及唐朝天宝、至德时又曾改高州为高凉郡。
南朝末，保障岭外数州安宁的冼夫人，即本郡的俚族首领。

## 行政長官

### 晉朝高凉大守
- 楊方，字公回，會稽人[1]。

### 梁朝高凉大守
- 馮寶，馮融子[1]。